# Universidade Nasionál Timór Lorosa’e

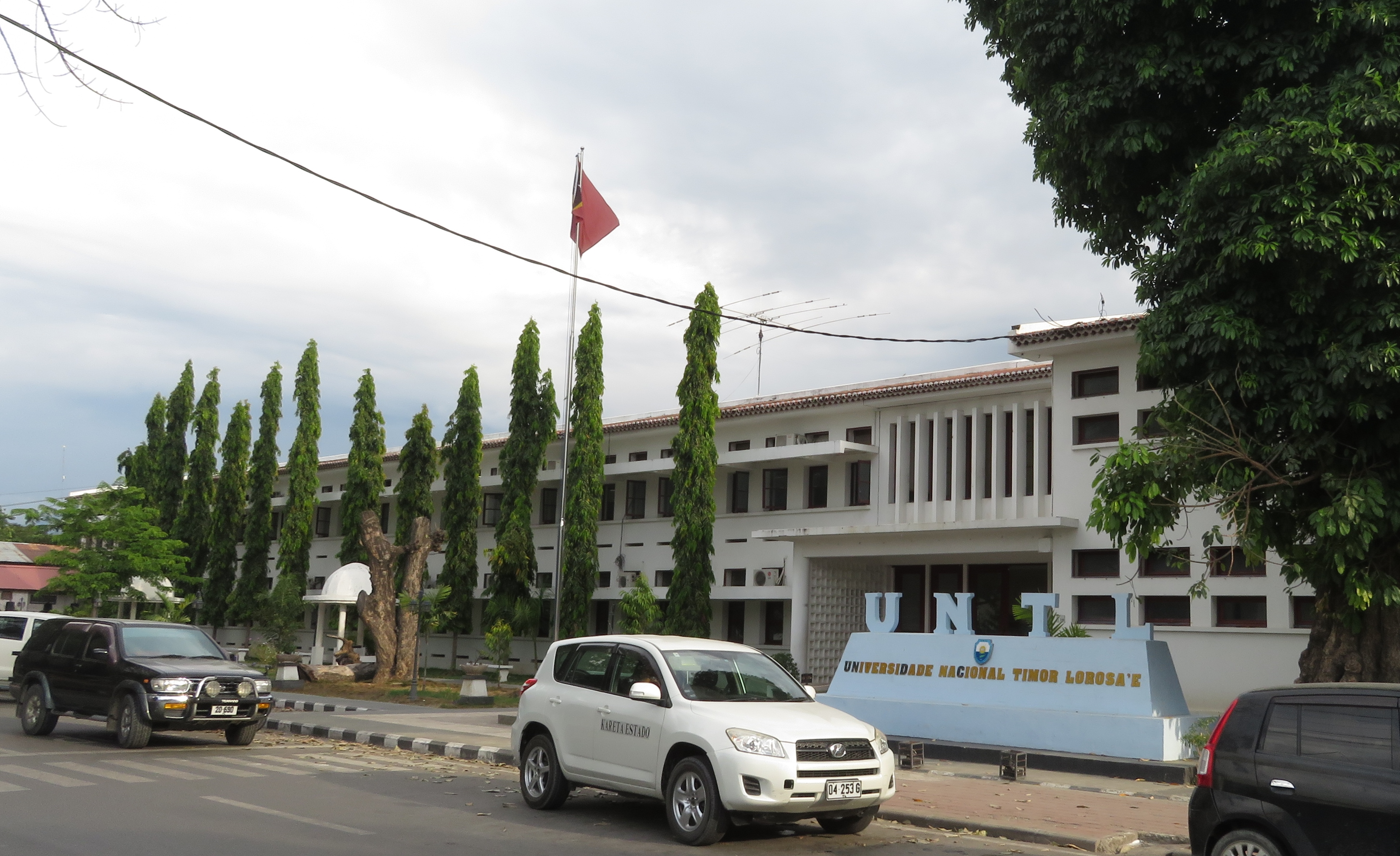
Universidade Nasionál Timór Lorosa'e

Die Universidade Nasionál Timór Lorosa'e (UNTL, Nationaluniversität von Timor-Leste; Portugiesisch: Universidade Nacional de Timor Lorosa'e) in Dili ist der Hauptort für höhere Bildung in Osttimor. Sie wurde am 15. November 2000 gegründet.

## Geschichte
In der portugiesischen Kolonialzeit konnten nur wenige Timoresen eine höhere Bildung, zumeist in Portugal, absolvieren. Erst am 17. August 1986 wurde während der indonesischen Besatzungszeit durch Gouverneur Mário Carrascalão die Universitas Timor Timur (UnTim) als erste Universität Osttimors gegründet. Die private Institution diente der Ausbildung von Beamten der mittleren Ebene, Agrartechniker und Lehrer, der oberen Schulen. Es gab keine Kurse für Architektur, Jura und Medizin. Internationale Kontakte wurden rigoros überwacht. 1998/99 überschritt man bei der Anzahl der Studenten die 4000. 73 Professoren unterrichteten. Im April 1999 wurde die Universität aber von den indonesischen Behörden geschlossen, als Folge von Kundgebungen für die Unabhängigkeit Osttimors von Indonesien.

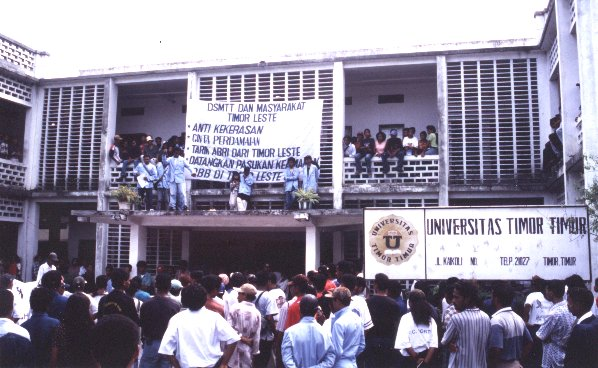
Die Universitas Timor Timur im November 1998, Demonstration zum Gedenken des Santa-Cruz-Massakers;
Foto von Mark Rhomberg/ETAN

Im September 1999 zerstörten indonesische Soldaten und pro-indonesische Milizen, bevor die UNO die Kontrolle über das Land übernahm, seine Infrastruktur. 95 Prozent der Bildungseinrichtungen wurden zerstört. Das betraf auch die komplette Universität und ihre Ausstattung.
Trotz des geringen Budgets der UNTAET, konnte mit Hilfe der Professoren und Studenten der alten Universität und der Polytechnischen Schule im November 2000 die UNTL ihren Lehrbetrieb mit 5000 Studenten in den Gebäuden des Gymnasiums Dr. António de Carvalho, der Technischen Schule Dr. Silva Cunha, der Schule Canto Resende und später, in der Polytechnischen Schule in Hera und den alten Gebäuden der UnTim aufnehmen. Anfangs fehlten noch die grundlegendsten Dinge, selbst Möbel. Viele der Studenten, die zuvor eine höhere Ausbildung angestrebt hatten, übernahmen nun Posten in der Verwaltung des nun unabhängigen Osttimors. Erster Rektor wurde Armindo Maia, der bereits in der Vorgängerinstitution Vize-Rektor für akademische Angelegenheiten war. Vize-Rektor für studentische Angelegenheiten war Natalino Monteiro, Kommandant der pro-indonesischen Miliz Dadarus Merah Putih DMP (Rot Weiß Tornado).
Ab dem 24. März bis zum 14. April 2020 führte die UNTL Fernkurse ein und strich alle Präsenzkurse als vorbeugende Maßnahme gegen die COVID-19-Pandemie. Osttimor hatte bis dahin keinen registrierten Infektionsfall.

## Die heutige Universität

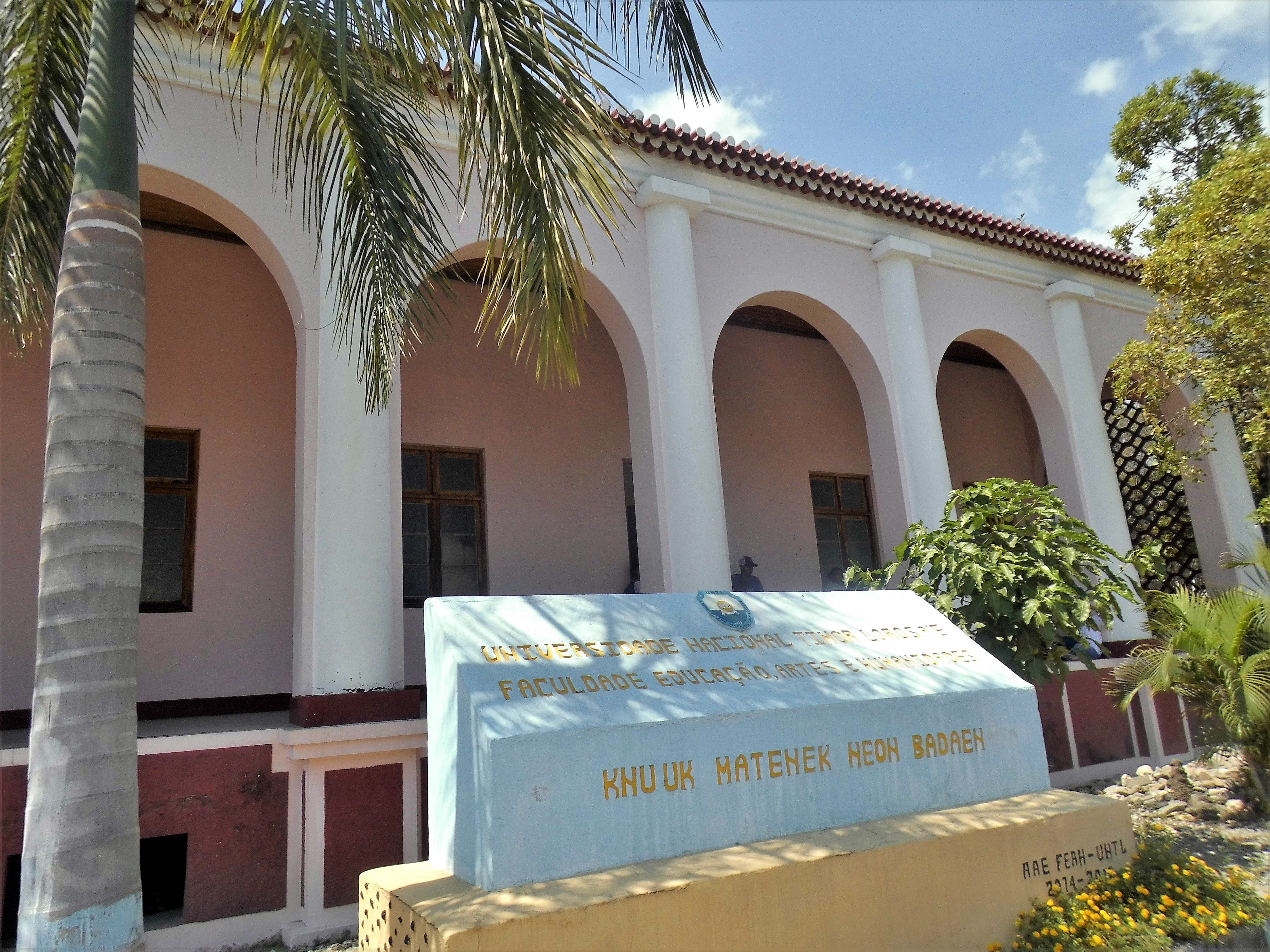
Die Liceu Dr. Francisco Machado

Zurzeit existieren sieben Fakultäten. Jura, Landwirtschaft, Politikwissenschaft, Wirtschaft, Lehramt, Ingenieurwesen und seit 2017 Fischerei und Meeresforschung. Im Juli 2001 wurden das Nationale Zentrum für wissenschaftliche Forschung (Centro Nacional de Investigação Científica) in der Avenida Mártires da Pátria und das Instituto Nacional de Linguística INL (deutsch Nationales Institut für Linguistik) gegründet. Hier soll Tetum, eine der beiden offiziellen Amtssprachen, durch Initiativen gefördert werden.
Derzeit wird, mit Hilfe von portugiesischen Juristen, die Gründung einer Jurafakultät vorbereitet. Außerdem sind Kurse für Medizin, Kommunikation, Fischerei, Architektur, Physik, Chemie und Timorstudien geplant. In der Regel wird der Unterricht auf Portugiesisch oder, falls es keine Unterstützung von lusophonen Ländern gibt, auf Bahasa Indonesia gehalten.
In der Liceu Dr. Francisco Machado befindet sich die Fakultät für Bildung, Kunst und Humanismus.
Die Hochschule ist Mitglied der Associação das Universidades de Língua Portuguesa (AULP).

## Ehemalige und aktuelle Lehrkräfte

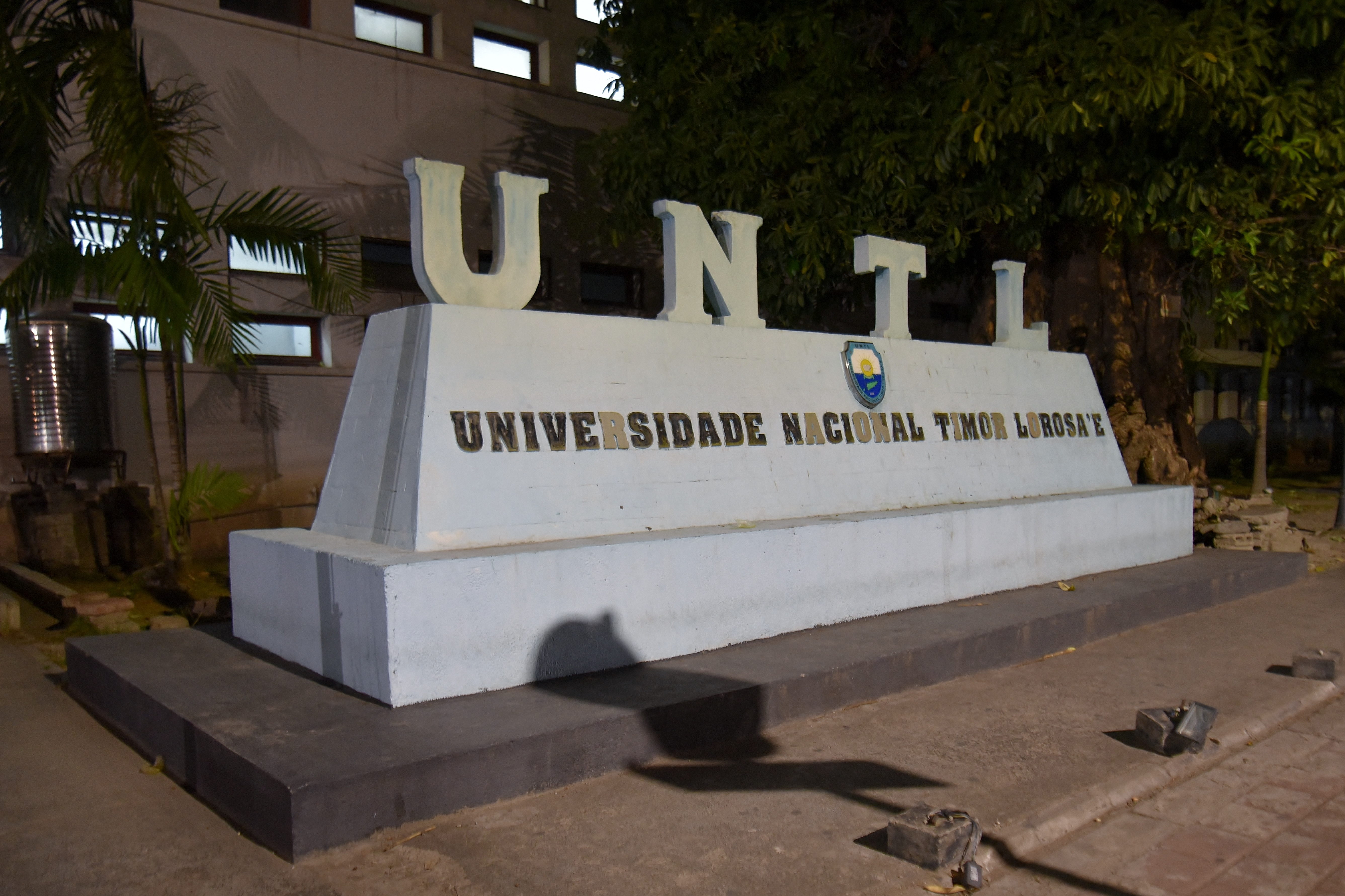
UNTL (2023)

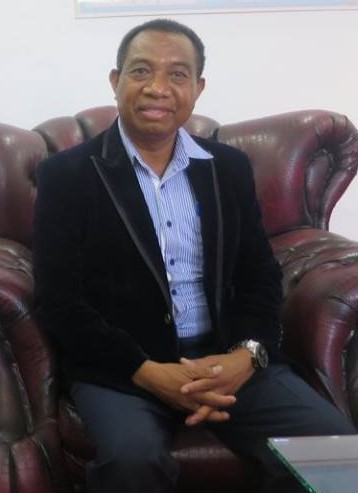
Francisco Miguel Martins (2016)

- Vicente da Silva Almeida († 2019), stellvertretender Direktor der Fakultät für Politikwissenschaften[10]
- Matías Boavida (* 1968), Dozent an der Fakultät für Politikwissenschaften
- Manuel Bucar, Dekan der Wirtschaftsfakultät 2001–2006
- Mateus da Cruz de Carvalho, Dozent
- Hernâni Coelho (* 1964), Dozent für Agrarwissenschaften 2001–2005
- Brigida Antónia Correia (* 1964), Dozentin an der Fakultät für Landwirtschaft 2000–2014
- Henrique Maudoben da Costa, Dozent der Fakultät für Landwirtschaft (2000 – † 2021)[11]
- Osório Costa (* 1966), Professor für Agrarwissenschaften bis 2007
- Carlos de Deus, Professor an der Fakultät für Agrarwirtschaft
- Lúcia Lobato (* 1965), Dozent in Jura 2000–2005
- Hélder Lopes, Teilzeitdozent in Mikroökonomie, Makroökonomie, Kosten-Nutzen-Analyse, Internationaler Handel, Strategisches Management
- Faustino Cardoso Gomes, Dozent für öffentliche Verwaltung seit 2003
- António Cardoso Caldas Machado (* 1958), Dozent
- Ângela Carrascalão (* 1951), Dekanin der Jurafakultät[12]
- Hélder da Costa langjähriger Direktor des Centro Nacional de Investigação Científica (CNIC)
- Leonildo Tolentino da Costa, Dozent der Fakultät für Medizin und Gesundheitswissenschaften
- Mariano Renato Monteiro da Cruz, Vizerektor für administrative Angelegenheiten 2001
- António Freitas (* 1977), Dozent für internationale Beziehungen
- Tomé Xavier Gerónimo, ehemaliger Dekan der Jurafakultät
- Vicente Soares Faria, ehemaliger Dekan der Fakultät für Sozialwissenschaften und Politik[13]
- Jesuína Maria Ferreira Gomes, Dozentin für Öffentliches Management
- José Cornélio Guterres (* 1966), Dozent an der Fakultät für Politik- und Sozialwissenschaften
- Fernando Hanjam, Dozent für Wirtschaft und Vize-Rektor[14]
- José Honório da Costa Jerónimo, Pro-Rektor, Dozent der Fakultät Wirtschaft und Management
- Constância de Jesus, Fakultät für Sozialwissenschaften
- Eugenio Lemos, Dozent für Landwirtschaft und Kunst und Kultur
- Adaljíza Magno (* 1975), Dozentin zum Thema Menschenrechte 2000
- Horácio Marques (* 1962), 2000–2001
- Lídia Norberta dos Santos Martins (* 1980), 2009–2012, Dozentin an der Fakultät für Wirtschaftswissenschaften
- Nélson Martins (* 1970), Direktor für Aufbaustudium und Forschung in der Medizin
- Natalino Monteiro (* 1963), Dozent in Agrarwissenschaften in der indonesischen Besatzungszeit, ab 1994 dritter stellvertretender Rektor mit dem Aufgabenbereich Studentenangelegenheiten
- Inácio Moreira (* 1962), Direktor der Fakultät für Ingenieurswesen bis 2006
- Cipriana da Costa Pereira (* 1963), Dozentin
- Nino Pereira (* 1974), Wirtschaftsfakultät, Chef der Abteilung Wirtschaftswissenschaften & Entwicklungsstudien und Chefredakteur des UNTL-Jornals Síentífika VERITAS (2001–2007)[15]
- Júlio Tomás Pinto (* 1974), Dozent für Politikwissenschaften[16]
- Longuinhos dos Santos, zweiter Vizedekan für Wirtschaft
- Miguel Maia dos Santos, Pro-Rektor für akademische Angelegenheiten († 2021)
- Maria do Céu Sarmento (* 1968), Vize-Dekan für akademische Angelegenheiten und Dozent an der Fakultät für Medizin und Medizinwissenschaft, 2011–2012
- Domingos Sávio (* 1968), Dozent und Forscher
- José Lucas da Silva (* 1970), Dekan der Fakultät für Fischerei und Meeresforschung
- Marçal Avelino Ximenes, Dozent an der Fakultät für Landwirtschaft
- Valentim Ximenes (* 1966), Dekan der Fakultät für Sozialwissenschaften und Politik[13][17]

### Rektoren

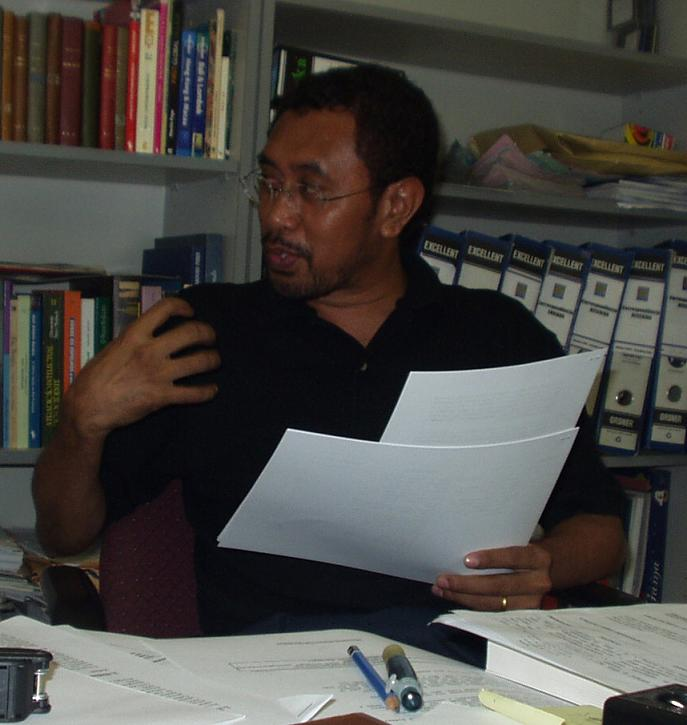
Rektor Benjamim de Araújo e Côrte-Real (2006)

Der Rektor der Universität wird jeweils für eine Amtszeit von fünf Jahren von der Landesregierung bestimmt.
- Armindo Maia, Rektor 2000–2001, davor bereits Rektor der UnTim
- Benjamim de Araújo e Côrte-Real (* 1961), 2001–2010
- Aurélio Sérgio Cristóvão Guterres (* 1966), 2010–2016[18]
- Francisco Miguel Martins, 2016[18]–2021
- João Soares Martins, Dekan der medizinischen Fakultät, seit 2021[19]

## Absolventen
- Natália Carrascalão Antunes (* 1952), Botschafterin
- José Telo Soares Cristóvão, Beamter und Politiker
- Lisualdo Gaspar, Diplomat
- Felicidade de Sousa Guterres, Diplomatin
- Júlio Hornay (* 1967), Polizeichef
- Hélder Lopes, stellvertretender Finanzminister
- Domingos Mesquita, Abgeordneter
- Filomeno Paixão (* 1953), General und Verteidigungsminister
- Maria Angélica Rangel da Cruz dos Reis (* 1973), Abgeordnete
- Maria Maia dos Reis e Costa (* 1958), Abgeordnete
- Adalgisa Ximenes (* 1968), Abgeordnete
- Valentim Ximenes (* 1966), Vizeminister